# Reichendorf
Reichendorf  är en ort i kommunen Pischelsdorf am Kulm i distriktet Weiz i förbundslandet Steiermark i Österrike. Reichendorf var tidigare en självständig kommun, men blev den 1 januari 2015 en del av kommunen Pischelsdorf am Kulm.